# XXV з'їзд КПРС
XXV з'їзд Комуністичної партії Радянського Союзу проходив у Москві з 24 лютого по 5 березня 1976 року. На з'їзді було присутньо 4998 делегатів.

## Порядок денний
- 1. Звіт ЦК КПРС і чергові завдання партії в області внутрішньої і зовнішньої політики (Л. І. Брежнєв)
- 2. Звіт Центральної ревізійної комісії КПРС
- 3. Основні напрямки розвитку народного господарства СРСР на 1976–1980 рр.
- 4. Вибори центральних органів партії

## Рішення з'їзду
На з'їзді було вибрано:
- Центральний Комітет КПРС: 287 членів, 139 кандидатів в члени ЦК КПРС
- Центральна ревізійна комісія: 85 членів

## Підсумок
Затверджено Основні напрями розвитку народного господарства СРСР на 1976—80 рр.

## Склад керівних органів

### Члени ЦК КПРС
- Абрасимов Петро Андрійович
- Авраменко Степан Степанович
- Аксьонов Олександр Никифорович
- Акулінцев Василь Кузьмич
- Александров Анатолій Петрович
- Алексєєв Петро Федорович
- Алексеєвський Євген Євгенович
- Алієв Гейдар Алі Рза огли
- Алтунін Олександр Терентійович
- Андропов Юрій Володимирович
- Антонов Олексій Костянтинович
- Антонов Сергій Федорович
- Арістов Борис Іванович
- Архипов Іван Васильович
- Аскаров Асанбай Аскарули
- Ауельбеков Єркін Нуржанович
- Афанасьєв Віктор Григорович
- Афанасьєв Сергій Олександрович
- Ашимов Байкен Ашимович
- Баграмян Іван Христофорович
- Базовський Володимир Миколайович
- Байбаков Микола Костянтинович
- Бакін Борис Володимирович
- Баландін Юрій Миколайович
- Банников Микола Васильович
- Батицький Павло Федорович
- Бахірєв В'ячеслав Васильович
- Бектурганов Хасан Шайахметович
- Березін Анатолій Іванович
- Беспалов Іван Петрович
- Бещев Борис Павлович
- Бірюкова Олександра Павлівна
- Блєсков Олександр Олексійович
- Богомяков Геннадій Павлович
- Бодюл Іван Іванович
- Бондаренко Іван Панасович
- Борисенко Микола Михайлович
- Бородін Андрій Михайлович
- Бородін Павло Дмитрович
- Ботвин Олександр Платонович
- Братченко Борис Федорович
- Брежнєв Леонід Ілліч
- Брехов Костянтин Іванович
- Бугаєв Борис Павлович
- Булгаков Олександр Олександрович
- Бутома Борис Євстахійович
- Вадер Артур Павлович
- Васильєв Микола Федорович
- Ватченко Олексій Федосійович
- Ващенко Григорій Іванович
- Вікторов Олексій Васильович
- Воропаєв Михайло Гаврилович
- Воротников Віталій Іванович
- Восс Август Едуардович
- Всеволожський Михайло Миколайович
- Галаншин Костянтин Іванович
- Галкін Дмитро Прохорович
- Гапуров Мухамедназар Гапурович
- Гарбузов Василь Федорович
- Георгієв Олександр Васильович
- Глушко Валентин Петрович
- Голдін Микола Васильович
- Гончаренко Борис Трохимович
- Горбань Григорій Якович
- Горбачов Михайло Сергійович
- Горшков Леонід Олександрович
- Горшков Сергій Георгійович
- Горячев Федір Степанович
- Греков Леонід Іванович
- Гречко Андрій Антонович
- Гришин Віктор Васильович
- Гришкявічюс Пятрас Пятрович
- Гришманов Іван Олександрович
- Громико Андрій Андрійович
- Грушецький Іван Самійлович
- Грушин Петро Дмитрович
- Гудков Олександр Федорович
- Гуженко Тимофій Борисович
- Дементьєв Петро Васильович
- Дементьєва Раїса Федорівна
- Демірчян Карен Серопович
- Демічев Петро Нілович
- Димшиць Веніамін Емануїлович
- Добрик Віктор Федорович
- Добринін Анатолій Федорович
- Доєнін Василь Миколайович
- Долгих Володимир Іванович
- Дрозденко Василь Іванович
- Дригін Анатолій Семенович
- Єгоров Анатолій Григорович
- Єжевський Олександр Олександрович
- Єлютін В'ячеслав Петрович
- Єпішев Олексій Олексійович
- Єрмін Лев Борисович
- Жигалін Володимир Федорович
- Замятін Леонід Митрофанович
- Зверєв Сергій Олексійович
- Зімянін Михайло Васильович
- Золотухін Григорій Сергійович
- Іванникова Марія Сергіївна
- Івановський Євген Пилипович
- Ігнатов Вадим Миколайович
- Кавун Василь Михайлович
- Казаков Василь Іванович
- Казанець Іван Павлович
- Кандренков Андрій Андрійович
- Капітонов Іван Васильович
- Караваєв Георгій Аркадійович
- Карпова Євдокія Федорівна
- Катушев Костянтин Федорович
- Качура Борис Васильович
- Кебін Іван Густавович
- Келдиш Мстислав Всеволодович
- Кириленко Андрій Павлович
- Кириллін Володимир Олексійович
- Кисельов Іван Іванович
- Кисельов Тихон Якович
- Клепиков Михайло Іванович
- Клименко Іван Юхимович
- Климченко Євген Іванович
- Клюєв Володимир Григорович
- Князєв Пилип Кирилович
- Коваленко Олександр Власович
- Козлов Микола Тимофійович
- Козир Павло Пантелійович
- Кокарєв Олександр Якимович
- Коновалов Микола Семенович
- Конопльов Борис Всеволодович
- Конотоп Василь Іванович
- Коритков Микола Гаврилович
- Костандов Леонід Аркадійович
- Костоусов Анатолій Іванович
- Косигін Олексій Миколайович
- Крахмальов Михайло Костянтинович
- Круглова Зінаїда Михайлівна
- Кручина Микола Юхимович
- Кузнецов Василь Васильович
- Кулаков Федір Давидович
- Куликов Віктор Георгійович
- Куліченко Леонід Сергійович
- Кунаєв Дінмухамед Ахмедович
- Куркоткін Семен Костянтинович
- Кутахов Павло Степанович
- Лапін Сергій Георгійович
- Леїн Вольдемар Петрович
- Леонов Павло Артемович
- Лесечко Михайло Оксентійович
- Ликова Лідія Павлівна
- Лігачов Єгор Кузьмич
- Ломакін Віктор Павлович
- Ломако Петро Фадійович
- Ломоносов Володимир Григорович
- Лощенков Федір Іванович
- Ляшко Олександр Павлович
- Лященко Микола Григорович
- Мазуров Кирило Трохимович
- Макеєв Валентин Миколайович
- Макеєв Віктор Петрович
- Мальцев Віктор Федорович
- Манякін Сергій Йосипович
- Марисов Валерій Костянтинович
- Марков Георгій Мокійович
- Масленников Микола Іванович
- Матчанов Назар Маткарімович
- Мацкевич Володимир Володимирович
- Машеров Петро Миронович
- Медунов Сергій Федорович
- Мєсяц Валентин Карпович
- Мєшков Федір Степанович
- Михайлов Герман Леонідович
- Модогоєв Андрій Урупхійович
- Морозов Іван Павлович
- Москаленко Кирило Семенович
- Мусаханов Мірзамахмуд Мірзарахманович
- Непорожній Петро Степанович
- Ніколаєва-Терешкова Валентина Володимирівна
- Ніязбеков Сабір Білялович
- Никонов Віктор Петрович
- Новиков Володимир Миколайович
- Новиков Гнат Трохимович
- Нурієв Зія Нурійович
- Огарков Микола Васильович
- Орлов Володимир Павлович
- Павлов Володимир Якович
- Павлов Георгій Сергійович
- Павлов Григорій Петрович
- Павловський Іван Григорович
- Патолічев Микола Семенович
- Патон Борис Євгенович
- Пегов Микола Михайлович
- Пельше Арвід Янович
- Петров Василь Іванович
- Підгорний Микола Вікторович
- Пілотович Станіслав Антонович
- Погребняк Петро Леонтійович
- Поляков Іван Євтійович
- Полянський Дмитро Степанович
- Пономарьов Борис Миколайович
- Пономарьов Михайло Олександрович
- Попов Борис Веніамінович
- Попова Марія Георгіївна
- Прієзжев Микола Семенович
- Прокоп'єв Ілля Павлович
- Прокоф'єв Михайло Олексійович
- Промислов Володимир Федорович
- Прохоров Василь Ілліч
- Расулов Джабар
- Рашидов Шараф Рашидович
- Рибаков Анатолій Якович
- Риков Василь Назарович
- Родіонов Микола Миколайович
- Романов Григорій Васильович
- Рубен Віталій Петрович
- Руденко Роман Андрійович
- Руднєв Костянтин Миколайович
- Русаков Костянтин Вікторович
- Рябов Яків Петрович
- Сахнюк Іван Іванович
- Семенов Валентин Григорович
- Сєнькін Іван Ілліч
- Скачков Семен Андрійович
- Скочилов Анатолій Андріанович
- Славський Юхим Павлович
- Смирнов Лев Миколайович
- Смирнов Леонід Васильович
- Соколов Іван Захарович
- Соколов Сергій Леонідович
- Соколов Тихон Іванович
- Соловйов Юрій Пилипович
- Соломенцев Михайло Сергійович
- Степаков Володимир Ілліч
- Струєв Олександр Іванович
- Стукалін Борис Іванович
- Сурганов Федір Онисимович
- Суслов Михайло Андрійович
- Табеєв Фікрят Ахмеджанович
- Тарасов Микола Никифорович
- Таратута Василь Миколайович
- Титаренко Олексій Антонович
- Титов Віталій Миколайович
- Титов Георгій Олексійович
- Тихонов Микола Олександрович
- Токарєв Олександр Максимович
- Толкунов Лев Миколайович
- Толстиков Василь Сергійович
- Толубєєв Микита Павлович
- Толубко Володимир Федорович
- Трапезников Сергій Павлович
- Третяк Іван Мойсейович
- Трунов Михайло Петрович
- Тяжельников Євген Михайлович
- Умаханов Магомед-Салам Іллясович
- Устинов Дмитро Федорович
- Усубалієв Турдакун Усубалійович
- Уткін Володимир Федорович
- Федірко Павло Стефанович
- Федоров Віктор Степанович
- Федосєєв Петро Миколайович
- Флорентьєв Леонід Якович
- Хитров Степан Дмитрович
- Храмцов Олександр Іванович
- Христораднов Юрій Миколайович
- Худайбердиєв Нармахонмаді Джурайович
- Цибулько Володимир Михайлович
- Цуканов Георгій Емануїлович
- Червоненко Степан Васильович
- Черненко Костянтин Устинович
- Чиряєв Гаврило Йосипович
- Чорний Василь Ілліч
- Чорний Олексій Клементійович
- Чуєв Олексій Васильович
- Чуйков Василь Іванович
- Шакіров Мідхат Закірович
- Шашин Валентин Дмитрович
- Шеварднадзе Едуард Амвросійович
- Шибаєв Олексій Іванович
- Шибалов Олександр Никонорович
- Шитиков Олексій Павлович
- Школьников Олексій Михайлович
- Шокін Олександр Іванович
- Шолохов Михайло Олександрович
- Щолоков Микола Онисимович
- Щербина Борис Євдокимович
- Щербицький Володимир Васильович
- Юнак Іван Харитонович
- Якубовський Іван Гнатович
- Яснов Михайло Олексійович

### Кандидати у члени ЦК КПРС
- Александров-Агентов Андрій Михайлович
- Анісимов Павло Петрович
- Антонов Микола Панасович
- Арбатов Георгій Аркадійович
- Бєлуха Микола Андрійович
- Бєляк Костянтин Микитович
- Бойцов Василь Васильович
- Борисенков Василь Михайлович
- Бородін Леонід Олександрович
- Васляєв Володимир Олександрович
- Владиченко Іван Максимович
- Власов Олександр Володимирович
- Володарський Лев Мордкович
- Воробйов Георгій Іванович
- Георгадзе Михайло Порфирович
- Герасимов Іван Олександрович
- Говоров Володимир Леонідович
- Гончар Олександр Терентійович
- Городовиков Басан Бадьмінович
- Горчаков Петро Андрійович
- Гостєв Борис Іванович
- Грибачов Микола Матвійович
- Грибков Анатолій Іванович
- Грінцов Іван Григорович
- Грушовий Костянтин Степанович
- Густов Іван Степанович
- Демиденко Василь Петрович
- Демченко Володимир Акимович
- Єгоров Георгій Михайлович
- Єлисєєва Наталія Григорівна
- Єрмаш Пилип Тимофійович
- Жуков Юрій Олександрович
- Загладін Вадим Валентинович
- Зародов Костянтин Іванович
- Ібрагімов Алі Ізмаїлович
- Іксанов Мустахім Белялович
- Ілляшенко Кирило Федорович
- Іноземцев Микола Миколайович
- Іовчук Михайло Трифонович
- Ісаєв Василь Якович
- Ішков Олександр Якимович
- Кабалоєв Білар Емазайович
- Кабков Яків Іванович
- Калашников Олексій Максимович
- Камалов Каллібек
- Карлов Володимир Олексійович
- Качин Дмитро Іванович
- Кириченко Микола Карпович
- Клаусон Вальтер Іванович
- Климов Олександр Петрович
- Кобильчак Михайло Митрофанович
- Козлов Михайло Михайлович
- Козлов Сергій Васильович
- Козловський Євген Олександрович
- Колбін Геннадій Васильович
- Колесников Олександр Якович
- Колчина Ольга Павлівна
- Косолапов Річард Іванович
- Кочемасов В'ячеслав Іванович
- Кочетков Микола Георгійович
- Криулін Гліб Олександрович
- Кротов Віктор Васильович
- Кудінов Іван Павлович
- Куліджанов Лев Олександрович
- Кунаєв Аскар Мінліахмедович
- Кусаїнов Сакан
- Лебедєв Віктор Дмитрович
- Лебедєв Костянтин Васильович
- Майоров Олександр Михайлович
- Мальбахов Тімбора Кубатійович
- Манюшис Йосип Антонович
- Марчук Гурій Іванович
- Маслов Володимир Петрович
- Матафонов Михайло Іванович
- Мереніщев Микола Володимирович
- Мікулич Володимир Андрійович
- Моргун Федір Трохимович
- Новосьолов Юхим Степанович
- Оруджев Сабіт Атайович
- Папутін Віктор Семенович
- Паскар Петро Андрійович
- Пастухов Борис Миколайович
- Патарідзе Зураб Олександрович
- Первишин Ерлен Кірікович
- Переудін Віктор Михайлович
- Петровичев Микола Олександрович
- Петровський Борис Васильович
- Піменов Петро Тимофійович
- Плешаков Петро Степанович
- Поберей Марія Тихонівна
- Погребняк Яків Петрович
- Покришкін Олександр Іванович
- Полукаров Юрій Іванович
- Поляков Віктор Миколайович
- Протозанов Олександр Костянтинович
- Птіцин Володимир Миколайович
- Пугачов Юрій Миколайович
- Рахімов Бекташ Рахімович
- Рахманін Олег Борисович
- Рибаков Олексій Миронович
- Розенко Петро Якимович
- Романов Олексій Володимирович
- Рубен Юрій Янович
- Савін Сергій Миколайович
- Савінкін Микола Іванович
- Семенов Володимир Семенович
- Сербин Іван Дмитрович
- Сергєєв Максим Іванович
- Синіцин Іван Флегонтович
- Смирнов Георгій Лукич
- Смирнов Олександр Іванович
- Смирнов Сергій Артемович
- Смиртюков Михайло Сергійович
- Сологуб Віталій Олексійович
- Соснов Іван Дмитрович
- Суюмбаєв Ахматбек Суттубайович
- Тализін Микола Володимирович
- Теребилов Володимир Іванович
- Тимофєєв Микола Володимирович
- Удалов Олександр Петрович
- Улітіна Любов Василівна
- Федоров Євген Костянтинович
- Філатов Олександр Павлович
- Фомін Геннадій Іванович
- Фоміних Олександра Матвіївна
- Фролов Василь Семенович
- Харазов Валерій Інокентійович
- Холов Махмадула
- Хрєнников Тихон Миколайович
- Цвігун Семен Кузьмич
- Циньов Георгій Карпович
- Чаковський Олександр Борисович
- Чаплін Борис Миколайович
- Чебриков Віктор Михайлович
- Шайдуров Сергій Панасович
- Шауро Василь Филимонович
- Шевченко Олександра Федорівна
- Ширшин Григорій Чоодуйович
- Шитов Олександр Іванович

### Члени ЦРК КПРС
- Алексанкін Олександр Васильович
- Арзуманян Григорій Агафонович
- Баркаускас Антанас Стасевич
- Бацанов Борис Терентійович
- Білик Петро Олексійович
- Блатов Анатолій Іванович
- Бобовиков Ратмір Степанович
- Боголюбов Клавдій Михайлович
- Бочков Борис Вікторович
- Булова Валентина Павлівна
- Бушуєв Віктор Михайлович
- Васягін Семен Петрович
- Гілашвілі Павло Георгійович
- Глушков Микола Тимофійович
- Голубєв Василь Миколайович
- Голубцова Тамара Василівна
- Гордієнко Олексій Федорович
- Горожаєва Раїса Федорівна
- Демидова Катерина Яківна
- Дмитрієв Іван Миколайович
- Додор Анатолій Прокопович
- Драгунський Давид Абрамович
- Єрмолаєв Степан Олександрович
- Єфремов Леонід Миколайович
- Затворницький Володимир Андрійович
- Ільїчов Леонід Федорович
- Імашев Саттар Нурмашевич
- Казаков Леонід Давидович
- Кльоцков Леонід Герасимович
- Кличев Анна-Мухамед
- Комарова Домна Павлівна
- Коннов Веніамін Федорович
- Кортунов Вадим Васильович
- Костюков Іван Іванович
- Краснова Зоя Гнатівна
- Кулатов Турабай
- Лебедєва Віра Сергіївна
- Лоцманова Галина Павлівна
- Луковець Олексій Іларіонович
- Луньков Микола Митрофанович
- Медведєв Вадим Андрійович
- Мельниченко Панас Кіндратович
- Мєдников Іван Семенович
- Міцкевич Володимир Федорович
- Мозговий Іван Олексійович
- Молдасанов Жолсейт
- Морозов Микола Юхимович
- Мочалін Федір Іванович
- Муйдінов Махмуд
- Набієв Рахмон Набієвич
- Новожилова Зоя Григорівна
- Овчинников Юрій Анатолійович
- Осетров Тимофій Миколайович
- Павлов Сергій Павлович
- Попов Микола Сергійович
- Разумов Євген Зотович
- Рибакова Галина Іларіонівна
- Рижов Микита Семенович
- Румянцев Олексій Федорович
- Саркісов Бабкен Єсайович
- Сєрова Алевтина Степанівна
- Сизов Геннадій Федорович
- Симонов Костянтин Михайлович
- Симонов Кирило Степанович
- Сонигіна Анастасія Петрівна
- Страутманіс Петро Якубович
- Тур Василь Захарович
- Увачан Василь Миколайович
- Ульянов Михайло Олександрович
- Умарова Максудахан
- Фалін Валентин Михайлович
- Філімонов Віктор Петрович
- Халдєєв Михайло Іванович
- Халілов Курбан Алі огли
- Харламов Олександр Павлович
- Хохлов Рем Вікторович
- Чердинцев Василь Макарович
- Черняєв Анатолій Сергійович
- Чураєв Віктор Михайлович
- Чурбанов Юрій Михайлович
- Шапіро Лев Борисович
- Шкуратов Іван Федорович
- Щербаков Ілля Сергійович
- Язкулієв Балли
- Ястребов Іван Павлович